# Bad Neuenahr
Bad Neuenahr ist ein Stadtteil und Ortsbezirk von Bad Neuenahr-Ahrweiler im Landkreis Ahrweiler in Rheinland-Pfalz. Nach der Zahl seiner Einwohner ist Bad Neuenahr der größte Einzelort im Landkreis (knapp zehn Prozent der Bevölkerung des Kreises).

## Geographie
Bad Neuenahr liegt im mittleren Ahrtal am nördlichen und südlichen Ufer des Flusses. Nördlich des Stadtteils liegt die Gemeinde Grafschaft, östlich die Stadtteile Heimersheim und Heppingen, südlich die Ortsgemeinden Königsfeld und Schalkenbach sowie westlich die Stadtteile Ahrweiler und Bachem.

## Geschichte
Der heutige Stadtteil Bad Neuenahr ist aus dem Kirchspiel Wadenheim, zu dem auch die Dörfer Hemmessen (beide nördlich der Ahr) und Beul (südlich der Ahr) gehörten, entstanden. Wadenheim findet erstmals im Jahre 992, Hemessen im Jahre 1106 und Beul im Jahre 1374 Erwähnung.
Der Name „Neuenahr“, der aber erst im 19. Jahrhundert als Ortsname für diese drei Dörfer existiert, entstand im 13. Jahrhundert. Um 1225 wurden die Burg Neuenahr und die Grafschaft Neuenahr (Newenare) durch die Grafen von Are-Nürburg errichtet. Die Grafschaft Neuenahr umfasste neben dem heutigen Stadtteil den Stadtteil Ramersbach sowie die heutige Gemeinde Grafschaft. 1343 erhielten die Herzöge von Jülich die Grafschaft Neuenahr als Lehen. Mit dem Tod des Grafen Wilhelm von Neuenahr starb 1352 das Geschlecht in der männlichen Linie aus, weshalb es in der Folge zu schweren Erbstreitigkeiten kam. 20 Jahre später griff der Kölner Erzbischof und Kurfürst Friedrich von Saarwerden in den Streit ein. Die Burg Neuenahr wurde zerstört und Kurköln, das bereits das benachbarte Ahrweiler besaß, wurde zum Mitbesitzer der Grafschaft Neuenahr. Das Herzogtum Jülich eroberte die Grafschaft Neuenahr 1546 zurück und fügte selbige als Amt Neuenahr in das eigene Territorium ein. Das Amt Neuenahr fiel 1685 gemeinsam mit der gesamten Herrschaft Jülich-Berg an die Kurpfalz.
1794 wurde das linke Rheinufer während der Franzosenzeit bei den Koalitionskriegen durch die französische Armee besetzt. Im Jahr 1798 ging das Amt Neuenahr im Kanton Ahrweiler auf, der zum Arrondissement Bonn im Rhein-Mosel-Département gehörte, nachdem alle linksrheinischen Gebiete zu französischem Staatsgebiet erklärt worden waren. Nach dem Ende der napoleonischen Herrschaft und aufgrund der Beschlüsse auf dem Wiener Kongress wurde das Rheinland dem Königreich Preußen zugeordnet. Unter der preußischen Verwaltung wurde 1816 der Kreis Ahrweiler im Regierungsbezirk Koblenz neu gebildet, die Gemeinde Wadenheim mit den Ortschaften Beul und Hemmessen wurde von der gleichzeitig neu gebildeten Bürgermeisterei Ahrweiler verwaltet.
Der Ahrweiler Winzer Georg Kreuzberg entdeckte 1852 in Wadenheim den Apollinarisbrunnen. 1856 wurden im Dorf Heilquellen erschlossen und 1858 das Heilbad eröffnet. Der Landrat des Kreises Ahrweiler, Wilhelm Freiherr von Hövel, beantragte 1857 bei der preußischen Regierung das Heilbad „Neuenahr“ nennen zu dürfen, was auch genehmigt wurde.

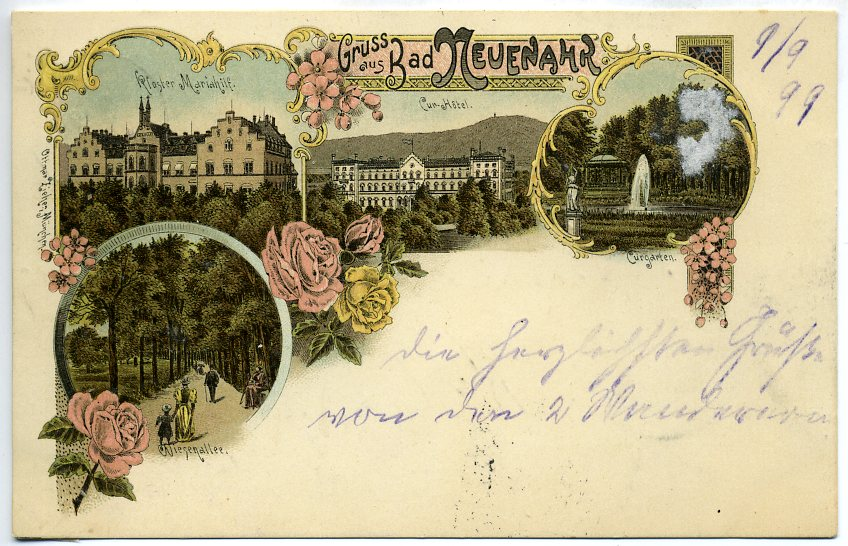
Bad Neuenahr um 1899

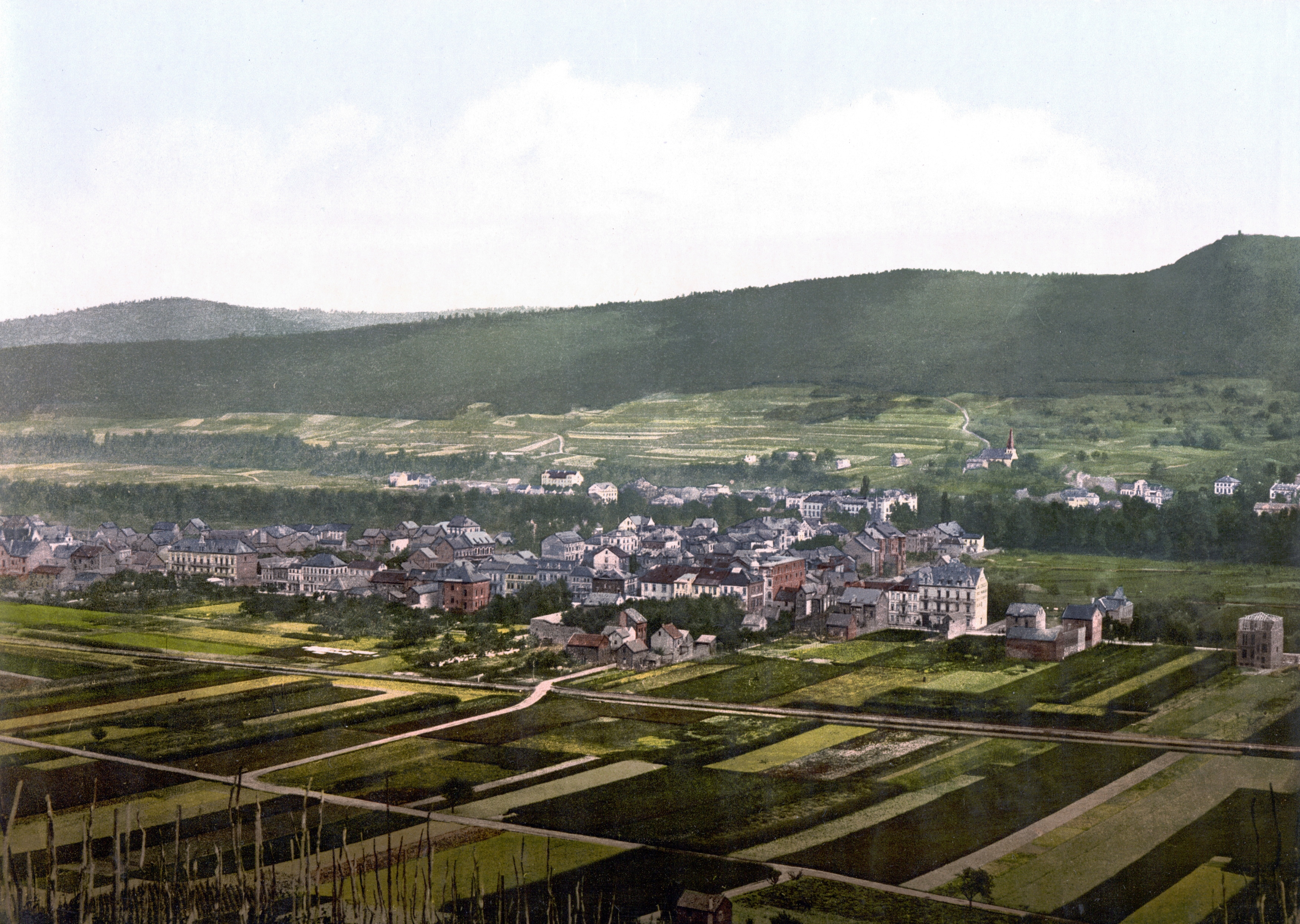
Bad Neuenahr um 1900

Im Jahre 1874 beantragte der Gemeindevorsteher von Wadenheim, der Gemeinde ebenfalls den Namen „Neuenahr“ zu geben. Dieser Antrag wurde am 9. Juni 1875 genehmigt. Die drei Ortschaften Wadenheim, Beul und Hemmessen bekamen den gemeinschaftlichen Namen „Gemeinde Neuenahr“. Im selben Jahr wurde die Bürgermeisterei Ahrweiler, der die Stadt Ahrweiler seit 1857 nicht mehr angehörte, in Bürgermeisterei Neuenahr umbenannt (ab 1927 Amt Bad Neuenahr). Eine Bahnanbindung Neuenahrs gab es ab 1880 mit der Ahrtalbahn, die damals zwischen Remagen und Ahrweiler verkehrte. Im Zeitraum von 1899 bis 1901 wurde das Thermal-Badehaus erbaut. 1927 wurde der Heilcharakter der Quellen staatlich anerkannt, woraufhin aus Neuenahr Bad Neuenahr wurde.
Mit der Bildung des Landes Rheinland-Pfalz 1946 blieb Bad Neuenahr Sitz des gleichnamigen Amtes, das neben Bad Neuenahr die heutigen Stadtteile Ehlingen, Gimmigen, Green, Heimersheim, Heppingen, Kirchdaun und Lohrsdorf verwaltete. Einige Beherbergungsbetriebe in Bad Neuenahr wurden nach Gründung der Bundesrepublik Deutschland in Bonn 1949 von der französischen Hochkommission beansprucht, darunter das Hotel Kaiserhof als Dienststelle des service d’études et renseignements und das Hotel Flora als Residenz des Finanzberaters von Hochkommissar François-Poncet. Im Bad Neuenahrer Kurhotel war zu dieser Zeit vorläufig die Gesandtschaft der Republik Kuba ansässig (→ Eintrag in Liste der diplomatischen Vertretungen).
Im Jahr 1951 wurden Bad Neuenahr die Stadtrechte verliehen. Der Zusammenschluss von Bad Neuenahr und Ahrweiler zu einer Stadt erfolgte am 7. Juni 1969, jedoch sind bis auf den heutigen Tag zwei voneinander getrennte städtische Identitäten mental in der Bevölkerung festzustellen. Im Zeitraum zwischen 1991 und 1993 wurden in Bad Neuenahr südlich der Ahr die Ahrthermen gebaut. Das im Ahrtal gelegene Heilbad Bad Neuenahr, das auch Haustrinkkuren mit „Bad Naenahrer Sprudel“ durchführte, bot jedoch schon früher eine Trink- und Badekur mit erdig-alkalischen Thermen (36° Celsius) an. In Bad Neuenahr befand sich zudem ein Spezial-Sanatorium für Zuckerkranke, das Sanatorium Dr. Külz.

### Wappen
| Wappen von Bad Neuenahr | Blasonierung: „In Gold (Gelb) eine eingeschweifte blaue Spitze, darin ein aus einem schwarzen Becken auf silbern (weiß) - schwarzen Boden aufsteigender silberner (weißer) Sprudel; vorne ein rot bewehrter schwarzer Adler, hinten ein rot bewehrter steigender schwarzer Löwe.“                                  |
| Wappen von Bad Neuenahr | Wappenbegründung: Das 1930 vom Oberpräsidenten der Rheinprovinz verliehene Wappen erinnert mit dem Adler an die frühere Zugehörigkeit zur Grafschaft Neuenahr und mit dem Löwen an die Jülicher Zeit. Der Sprudel weist auf die Bedeutung der 1853 entdeckten Heilquellen sowie den Zusatz "Bad" im Ortsnamen hin. |

### Banner
|  | 00Banner: „Das Banner ist schwarz-gelb längsgestreift mit dem aufgelegten Wappen oberhalb der Mitte.“ |

## Politik

### Ortsbezirk
Bad Neuenahr ist einer von zehn Ortsbezirken der Stadt Bad Neuenahr-Ahrweiler. Der Stadtteil wird von einem Ortsbeirat sowie einem Ortsvorsteher vertreten.

### Ortsbeirat
Der Ortsbeirat besteht aus zehn Mitgliedern, die bei der Kommunalwahl am 9. Juni 2024 in einer personalisierten Verhältniswahl gewählt wurden, und dem ehrenamtlichen Ortsvorsteher als Vorsitzendem.
Die Sitzverteilung im Ortsbeirat:
| Wahl | SPD | CDU | Grüne | FDP | FWG 1 | Gesamt   |
| ---- | --- | --- | ----- | --- | ----- | -------- |
| 2024 | 2   | 3   | 2     | –   | 3     | 10 Sitze |
| 2019 | 2   | 4   | 2     | 1   | 1     | 10 Sitze |
| 2014 | 2   | 6   | 1     | –   | 1     | 10 Sitze |
| 2009 | 1   | 6   | 1     | –   | 2     | 10 Sitze |

### Ortsvorsteher
Richard Lindner (parteilos) wurde im August 2019 Ortsvorsteher von Bad Neuenahr. Bei der Stichwahl am 16. Juni 2019 hatte er sich mit einem Stimmenanteil von 68,25 % durchgesetzt, nachdem bei der Direktwahl am 26. Mai 2019 keiner der ursprünglich vier Bewerber eine ausreichende Mehrheit erreicht hatte. Fünf Jahre später setzte sich Richard Lindner mit 68,7 % erneut in der Stichwahl durch, nachdem bei der Direktwahl am 9. Juni 2024 keiner der wieder vier Bewerber eine Mehrheit erzielen konnte.
Lindners Vorgänger Heinz-Dieter Brand (CDU) hatte das Amt 17 Jahre ausgeübt, war 2019 aber nicht erneut angetreten.

## Schulen
In Bad Neuenahr gibt es drei Gymnasien: das aus einem 1947 gegründeten Pädagogium für angehende Lehrerinnen hervorgegangene Are-Gymnasium Bad Neuenahr-Ahrweiler und das bis 1999 im Stadtteil Ahrweiler ansässige Peter-Joerres-Gymnasium Ahrweiler (heute in Bad Neuenahr). Zudem gibt es die private Ganztagsschule mit Internat Carpe Diem (G9GTS); ebenso eine berufsbildende Schule (BBS) mit beruflichem Gymnasium und eine Grundschule (Grundschule Bad Neuenahr).

## Verkehr

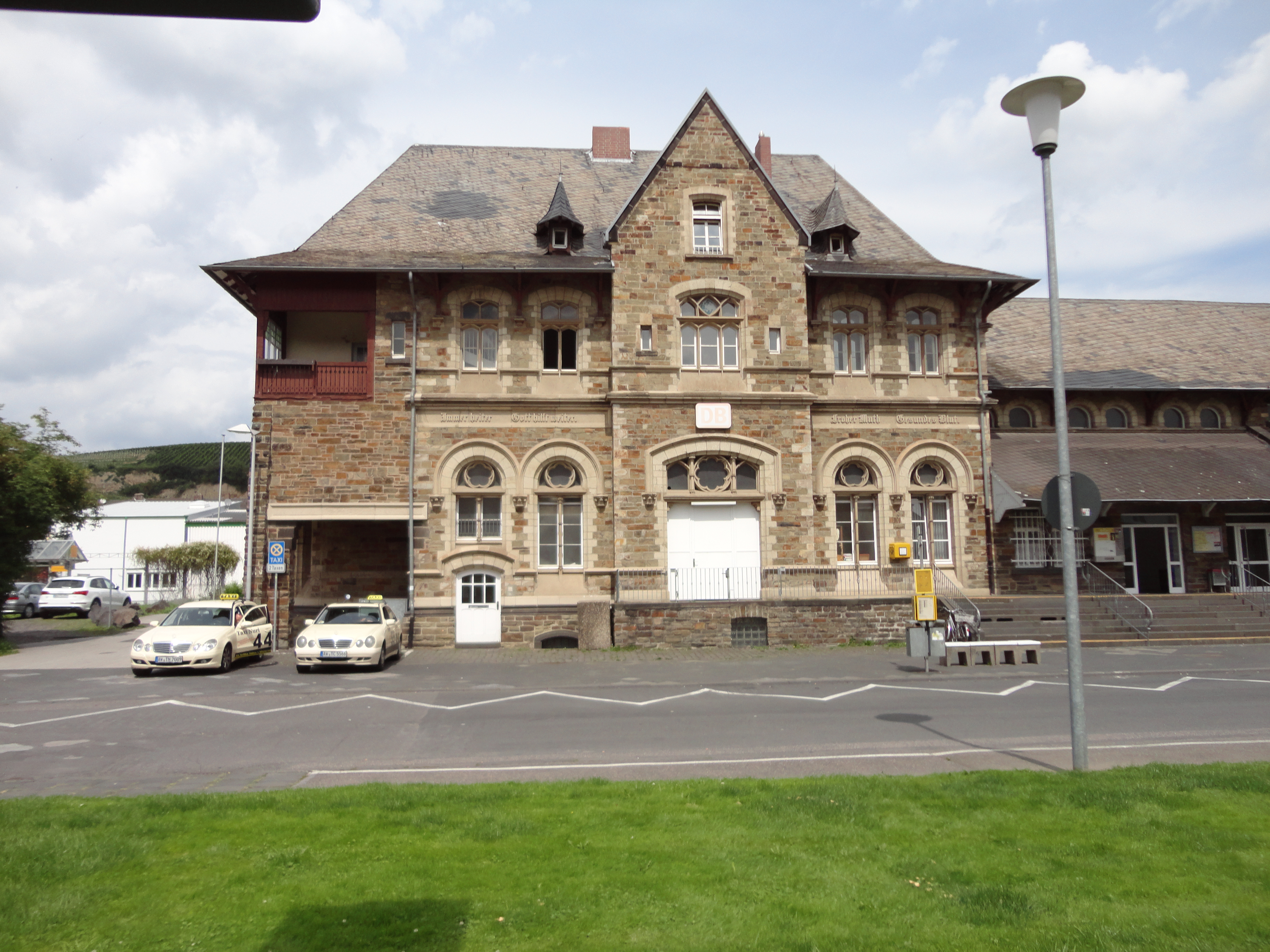
Bahnhof Bad Neuenahr

Der Bahnhof Bad Neuenahr liegt an der Ahrtalbahn (KBS 477) Remagen – Ahrbrück, auf der im Personennahverkehr die „Rhein-Ahr-Bahn“ (RB 30) und die „Ahrtalbahn“ (RB 39) verkehren. Betreiber beider Linien ist DB Regio NRW.
| Linie | Verlauf | Takt   |
| ----- | --- | ------ |
| RB 30 | Rhein-Ahr-Bahn: Bonn Hbf – Bonn UN Campus – Bonn-Bad Godesberg – Bonn-Mehlem – Oberwinter – Remagen – Bad Bodendorf – Heimersheim – Bad Neuenahr – Ahrweiler – Ahrweiler Markt – Walporzheim (– Dernau – Rech – Mayschoß – Altenahr – Kreuzberg (Ahr) – Ahrbrück) bis Ende 2025 wegen Hochwasserschäden nur bis Walporzheim, der weitere Streckenverlauf bis Ahrbrück ist seit Juli 2021 nicht mehr befahrbar Stand: Fahrplanwechsel Dezember 2021 | 60 min |
| RB 39 | Ahrtalbahn: Remagen – Bad Bodendorf – Heimersheim – Bad Neuenahr – Ahrweiler – Ahrweiler Markt – Walporzheim (– Dernau) bis 2025 wegen Hochwasserschäden nur bis Walporzheim Stand: Fahrplanwechsel Dezember 2021 | 60 min |

Zudem ist die Errichtung eines weiteren Bahnhaltepunktes Bad Neuenahr Mitte geplant.
An das Fernstraßennetz ist Bad Neuenahr über die Autobahnzubringer 571 und 573 an die Bundesautobahn 61 angeschlossen.

## Töchter und Söhne der Stadt
- Stefan Leuer (1913–1979), Hochschullehrer an der Fachhochschule Köln und Kirchenbauarchitekt[18]
- Renate de Jong-Meyer (* 1947), Psychologin und Hochschullehrerin
- Gregor Lersch (* 1949), Florist
- Albrecht Schneider (* 1949), Musikwissenschaftler, Hochschullehrer
- Herbert Rusche (1952–2024), Politiker und Aktivist in der Schwulenbewegung
- Karin Hoff (* 1963), Skandinavistin, Hochschullehrerin
- Günther Grün (* 1965), Mathematiker und Hochschullehrer
- Tina Müller (* 1968), Managerin
- Benedikt Vallendar (* 1969), Publizist
- Marc Kochzius (* 1970), Meeresbiologe und Hochschullehrer
- Marc Metzger (* 1973), Komiker
- Armin Schlagwein (* 1974), Schauspieler und Synchronsprecher
- Bianca Rech (* 1981), Fußballspielerin
- André Hecker (* 1986), Pressesprecher, Filmkritiker, Podcast-Produzent und -Moderator
- Lukas Jüliger (* 1988), Comic-Künstler und -autor
- Eva Lanzerath (* 1998), deutsche Weinkönigin 2020/21